# 立法院
25°02′38″N 121°31′10″E / 25.04389°N 121.51944°E
立法院是中華民國的最高立法機關，簡稱立院；在國民大會停止運作後，其普遍被視為中華民國的國會，主責制定各項法律、審查中央政府預算及批准條約，並向行政院政治問責。最早前身為民國初年立法機構之眾議院（1913年－1925年）。國民政府時期以恢復法統爲由，於民國17年（1928年）在南京成立立法院；最初在訓政時期為國民政府附屬機關，民國37年（1948年）因應行憲而在制度上脫離行政權，成為正式的議會機關。
立法院現依《中華民國憲法》及其增修條文，為一院制之議會，議員稱為立法委員，設有113個席位。民國81年（1992年）起，立法院全面定期改選至今。立法委員席位皆為民選，院長、副院長則由立法委員互選產生，任期均為4年。現任之第十一屆立法院於2024年2月1日宣誓就職，任期至2028年1月31日屆滿。

## 職務與權力
立法院是負責審查中華民國各項法案以及中央政府預算的機關。依據《中華民國憲法》第39條、第63條、第104條、第105條，以及《憲法增修條文》第2條至第7條等規定，立法院的職權，包括：行政院對於立法院決議之法律案、預算案、條約案，如認為有窒礙難行時，得經總統之核可，於該決議案送達行政院十日內，移請立法院覆議。立法院對於行政院移請覆議案，應於送達十五日內作成決議。如為休會期間，立法院應於七日內自行集會，並於開議十五日內作成決議。覆議案逾期未議決者，原決議失效。覆議時，如經全體立法委員二分之一以上決議維持原案，行政院院長應即接受該決議。
另外，立法院得經全體立法委員三分之一以上連署，對行政院院長提出不信任案。不信任案提出七十二小時後，應於四十八小時內以記名投票表決之。如經全體立法委員二分之一以上贊成，行政院院長應於十日內提出辭職，並得同時呈請總統解散立法院；不信任案如未獲通過，一年內不得對同一行政院院長再提不信任案。
1. 立法權
2. 修憲及領土變更提案權
3. 預算案、決算案審查權
4. 法律案、戒嚴案、大赦案（含全國性減刑案）、宣戰案、媾和案、條約案及其他重要決議案的審查權
5. 人事同意權行使
司法院：院長、副院長、大法官
行政院：最高檢察署檢察總長；中央選舉委員會主任委員、副主任委員及委員；國家通訊傳播委員會主任委員、副主任委員及委員；公平交易委員會主任委員、副主任委員及委員；其他相當中央二級獨立機關（例：任務型之促轉會）委員等
監察院：院長、副院長、監察委員、審計長
考試院：院長、副院長、考試委員
6. 戒嚴及緊急命令追認權
7. 對行政院及其各部會質詢權
8. 對行政院院長的不信任案權
9. 副總統缺位時的選舉權
10. 對總統、副總統彈劾案、罷免案的提出權
11. 對行政院覆議案的決議權
12. 召開公聽會權。

### 立法
依據《中央法規標準法》，任何法律都需經由立法院通過，並由總統依法公布後才有效力。惟憲法修正案由立法院決議後，須移請公民投票複決。
若要立法，首先必須進行「提案」，可由行政院、司法院、考試院、監察院、立法委員或黨團提出，預算案則僅限由行政院提出。草案提出後，會送交「程序委員會」進行審議。在程序委員會中，秘書長會排定要討論案件的日期，委員會審核後會將草案送交印刷（複印），並列入議程中的報告事項。提案在議程中進行「一讀」（朗讀標題），之後可送交相關的委員會（例如：教育及文化委員會、交通委員會等）討論審查，或經由院會決定後，直接送交「二讀」。
委員會中會針對送交過來的提案，聽取提案人的報告，有時還會邀請和法案內容相關的專業人士提出意見（有時也會舉行「公聽會」）。之後進行討論，並修正提案的內容。達成決議後，會將議案送至二讀程序。
在二讀時，會先朗讀提案的內容，並在院會中進行深入討論。二讀是立法過程中重要的步驟，在過程中，可以提出質疑、進行說明、修正等。最後決定是送交「三讀」、撤銷、或送回委員會重新審議。通過二讀的議案，將在下次會議時進行三讀的程序，但若有委員提議，並獲得超過15名委員的附議，可以在當次會議就直接進入三讀程序。
三讀的過程僅能就文字進行修正，除非發現有違憲法或其他法律時，才可提出撤回或重新審議。在三讀時，若有委員對於議案有不同的意見，仍然必須等議案表決後，再提出復議。三讀程序後就要進行全體的表決，若是通過，則送請總統在十天內公佈，並送交行政院執行辦理。行政院方面在收到來自立法院的要求後，若認為法案難以執行，或有其他問題，在總統核准下可提出「覆議」的要求，將法案送回立法院重審。
立法院接受覆議案後，會召開全院的審查會議，必要時會要求行政院院長到立法院說明覆議案的原因。覆議案必須在15天內進行投票表決是否維持原法案內容，如為休會期間，立法院應於七日內自行集會，並於開議十五日內作成決議。覆議案逾期未議決者，原決議失效。覆議時，如經全體立法委員二分之一以上決議維持原案，行政院院長應即接受該決議。

### 不信任案
《中華民國憲法增修條文》第3條第1項明示，行政院院長應由總統直接任命，不須經立法院之同意，因此，法律規定若立法院不滿意行政院的施政，可以對行政院院長提出不信任案，如果得到全體立法委員二分之一以上贊成，就視為通過，行政院院長應立即請辭，並得同時聲請總統解散立法院。總統受理此聲請後，應於10日內諮詢立法院院長，再決定是否宣布解散國會。總統於立法院通過對行政院院長之不信任案後十日內，經諮詢立法院院長後，得宣告解散立法院。但總統於戒嚴或緊急命令生效期間，不得解散立法院。立法院解散後，應於六十日內舉行立法委員選舉，並於選舉結果確認後十日內自行集會，其任期重新起算。若不信任案未通過，則立法院1年內不得對同一位行政院院長提出不信任案。

### 會期
立法院以會期作為行使職權的時間單位，每年兩次，分別是2月至5月（別稱法案會期）、以及9月至12月（別稱預算會期）。《立法院職權行使法》明文規定會期的報到日分別是2月1日與9月1日。

### 運作
立法院作為國會，運作主要依《中華民國憲法》、《中華民國憲法增修條文》及1999年所制定，修訂之國會五法：《立法院組織法》、《立法院各委員會組織法》、《立法院職權行使法》、《立法委員行為法》、與《立法院議事規則》。

#### 自主原則
萬年國會時代的立法院院長於1986－1991年曾六次動用警察權對付在野黨立委；但自1992年國會全面改選後，即使面對再大的內外壓力，在「國會自主」原則下，都未曾動用警察權。
前立法院院長王金平於其院長任期內，堅持「國會尊嚴」、建立朝野協商的憲政慣例，抵抗國民黨中央施壓，拒絕動用警察權，以免使朝野衝突擴大之勇氣，獲得公民監督國會聯盟的肯定。

#### 言論免責權
根據《中華民國憲法》第73條規定：「立法委員在院內所為之言論及表決，對院外不負責任。」即法律不得追究立法委員以其職責所發表之言論，並同時免除其民事與刑事責任，等於英國的「言論免責權」（即政府不得因國會議員在行使職權時之言論提出訴訟），以確保立法院得以無後顧之憂的表達民意。但立法委員若違反立法院會議規定，仍可能必須負擔行政責任，接受民意施壓。並且須注意的是，此處所謂免責權，惟立法委員因職權行使之需求（如於會議上或提出質詢時）所發表之言論，方受此特權保護。倘若立法委員以私人身分之發言超出《憲法》言論自由保障範圍，仍須負擔法律責任。

## 立法委員

現任區域立法委員分布圖（2024年2月）
民主進步黨
中國國民黨
無黨籍

立法院的主要成員為立法委員，簡稱立委。根據現行的《中華民國憲法增修條文》，自2008年選出的第七屆立法委員起，選制改為單一選區兩票制並立制，立法委員席次減半為113席，包含正副院長2席在內。立法委員任期為4年，其中：
- 區域立法委員：73席，由單一選區直選產生，各選區選出一名立委，每一選區選民人數須達約二十萬七千人（中華民國自由地區國民總人口數與立委席次相除得商），未達人數標準之縣市如離島縣市皆保證一席立委名額，選舉方式採相對多數制（即得票最多者當選，無需過半）。
- 原住民立法委員：6席，由「平地原住民」、「山地原住民」2個複數選區選出，仍然採原先之複數選區單記不可讓渡投票制，各選區選出三名立委。
- 全國不分區及僑居國外國民立法委員：34席，由單一選區兩票制中的政黨得票比例按最大餘額方法分配席次，政黨得票率須達到5%方可獲得不分區席次。各黨全國不分區及僑居國外國民立法委員當選名單中需有半數婦女保障名額。

依照《憲法增修條文》，立法委員應於每屆任滿之前三個月內選舉出新一屆委員。憲法中所規定的各種選舉，除了立法委員有期限規定，其他選舉並無此種三個月的規定。立法委員雖然是中央層級職務，不過和地方民選職務同樣適用《公職人員選舉罷免法》；而立法院院長、立法院副院長、立法委員之宣誓就職，依據《宣誓條例》，應由一位大法官擔任監誓人。
委員席次達到3席或以上之政黨可組成黨團；黨團未達五個時，得合組四人以上之政團。黨（政）團以5個為限；超過則以抽籤決定。
立法委員任期是固定的。然而中華民國總統作為國家元首，在倒閣案通過時擁有對立法院的被動解散權，故若總統宣布被動解散應屆立法院，則本屆立法委員實際任期會比法定任期更短。至於任期是否滿四年，只受到就任日的影響，不受到選舉日的影響。

### 目前政黨席次分布
| 黨團名 | 黨團名     | 所屬政黨   | 席次 | 席次 |
| ------ | ---------- | ---------- | ---- | ---- |
|        | 國民黨黨團 | 中國國民黨 | 52   | 54   |
| 無黨籍 | 國民黨黨團 | 2          |      | 54   |
|        | 民進黨黨團 | 民主進步黨 | 51   | 51   |
|        | 民眾黨黨團 | 台灣民眾黨 | 8    | 8    |
| 總席次 | 總席次     | 總席次     | 113  | 113  |

## 組織架構
作為一個民意機關，立法院的組織分為「議事單位」與「行政單位」兩大部分。議事單位由若干委員會與立法院會議構成，均由立法委員組成，是立法院運作的核心；行政單位則作為立法院的幕僚部門，由秘書長與副秘書長領導。另外立法院為推進各處、局、館、中心與各委員會事務業務配合，要定期舉行相關會報。

### 議事單位
議事單位由若干委員會與立法院會議構成，委員會分為常設委員會及特種委員會，常設負責審查各領域的政策法規；此外另有紀律、程序、修憲、經費稽核等4個特種委員會。
| 常設委員會               | 常設委員會                                                                                                  |
| 委員會名稱               | 第11屆第3會期召集委員                                                                                       |
| ------------------------ | --- |
| 內政委員會               | 牛煦庭（ 中國國民黨）、張宏陸（ 民主進步黨）                                                                |
| 外交及國防委員會         | 黃仁（ 中國國民黨）、沈伯洋（ 民主進步黨）                                                                  |
| 經濟委員會               | 謝衣鳯（ 中國國民黨）、蔡易餘（ 民主進步黨）                                                                |
| 財政委員會               | 赖士葆（ 中國國民黨）、賴惠員（ 民主進步黨）                                                                |
| 教育及文化委員會         | 葛如鈞（ 中國國民黨）、林宜瑾（ 民主進步黨）                                                                |
| 交通委員會               | 林國成（ 臺灣民眾黨）、許智傑（ 民主進步黨）                                                                |
| 司法及法制委員會         | 吳宗憲（ 中國國民黨）、莊瑞雄（ 民主進步黨）                                                                |
| 社會福利及衛生環境委員會 | 蘇清泉（ 中國國民黨）、劉建國（ 民主進步黨）                                                                |
| 特種委員會               | |
| 委員會名稱               | 第11屆第3會期召集委員                                                                                       |
| 程序委員會               | 翁曉玲（ 中國國民黨）、沈發惠（ 民主進步黨）                                                                |
| 紀律委員會               | 黃仁、謝衣鳯、葛如鈞、蘇清泉（ 中國國民黨） · 張宏陸、賴惠員、莊瑞雄（ 民主進步黨） · 林國成（ 臺灣民眾黨） |
| 經費稽核委員會           | 許宇甄（ 中國國民黨）、沈伯洋（ 民主進步黨）、張啓楷（ 臺灣民眾黨）                                         |
| 修憲委員會               | |

#### 院長、副院長
立法院院長為立法院的最高首長，另設立法院副院長作為院長之輔助。院長及副院長均由各屆立法委員之中互選產生，其主要職責是負責主持立法院的秩序。現任院長為韓國瑜，自2024年2月1日起任職至今；現任副院長為江啟臣，自2024年2月1日起任職至今。

#### 立法院會議
立法院會議（簡稱「院會」）由全體立法委員組成，主要功能為審查法案（三讀）、以及議決所有須由立法委員同意的國政事務。

#### 全院委員會
全院委員會由全體立法委員組成，審查行使司法院院長、副院長、大法官，考試院院長、副院長、考試委員，監察院院長、副院長、監察委員及審計長、最高檢察署檢察總長等之任命同意權，審查總統發布之戒嚴令或緊急命令，審查罷免或彈劾總統、副總統案，審查對行政院院長提出之不信任案，或遇有行政院移請覆議案時舉行之。

### 行政單位
- 秘書長
  - 副秘書長
    - 顧問
    - 參事
- 秘書處
- 議事處
- 公報處
- 總務處
- 資訊處
- 人事處
- 會計處
- 國際事務處
- 中南部服務中心（設民主時刻館）
- 法制局
- 預算中心
- 國會圖書館
- 議政博物館

#### 秘書長
立法院置秘書長一人，特任；副秘書長一人，職務列簡任第十四職等，均由院長遴選報告院會後，提請任命之。秘書長承院長之命，處理本院事務，並指揮監督所屬職員，為立法院之幕僚長；副秘書長承院長之命，襄助秘書長處理本院事務。
現任秘書長為周萬來，自2024年2月5日起任職至今。

### 非編制內組織
立法委員可自行依議題取向組成國會次級團體或問政小組，如早期的中國國民黨內集思會、民主進步黨內福利國連線、與現仍存在的跨黨派「厚生會」等組織。此外，立法委員亦可針對特定議題組成國會小組，如2012年成立的院內人權團體立法院跨黨派國際人權促進會、立法院圖博之友會、2020年成立的台灣國會香港友好連線等。

## 歷史

### 原始設計
根據國父孫中山的「五權憲法」理論，政府的權力分為行政、立法、司法、考試、監察等五權，為「治權」，1928年10月8日中華民國國民政府公布《中华民国国民政府组织法》明文规定：分設行政院、立法院、司法院、考試院、監察院；而人民則有選舉、罷免、創制、複決的權利，稱「政權」，透過國民大會來行使這些權力，《中華民國憲法》即以此作為藍本而制定。在權能區分的理論中，立法院不是西方世界概念的國會，而是屬於政府的專門委員會，由國民大會委託，專職立法。
也有人認為上述觀點是對權能區分原理的誤讀，因為孫中山之所謂「政府」二字對應於美式英語中包含立法、行政、司法三權的廣義政府概念而不是英式英語僅包括行政部門的狹義政府概念，而且孫中山在「五權憲法」演講中明言「立法就是國會」。
另外亦有學者指出，孫中山對立法院定位的論述隨時間的發展而存在前後的變化：在1905年到1923年間，孫中山認爲“立法院是修正的國會”、立法院成員是“代議士”；而在1924年《建國大綱》與民權主義的演講中，孫中山的相關思想發生了變化，不再將立法院作爲有直接民意基礎的國會，而是“治權機關（專職立法機關）”。

### 訓政時期

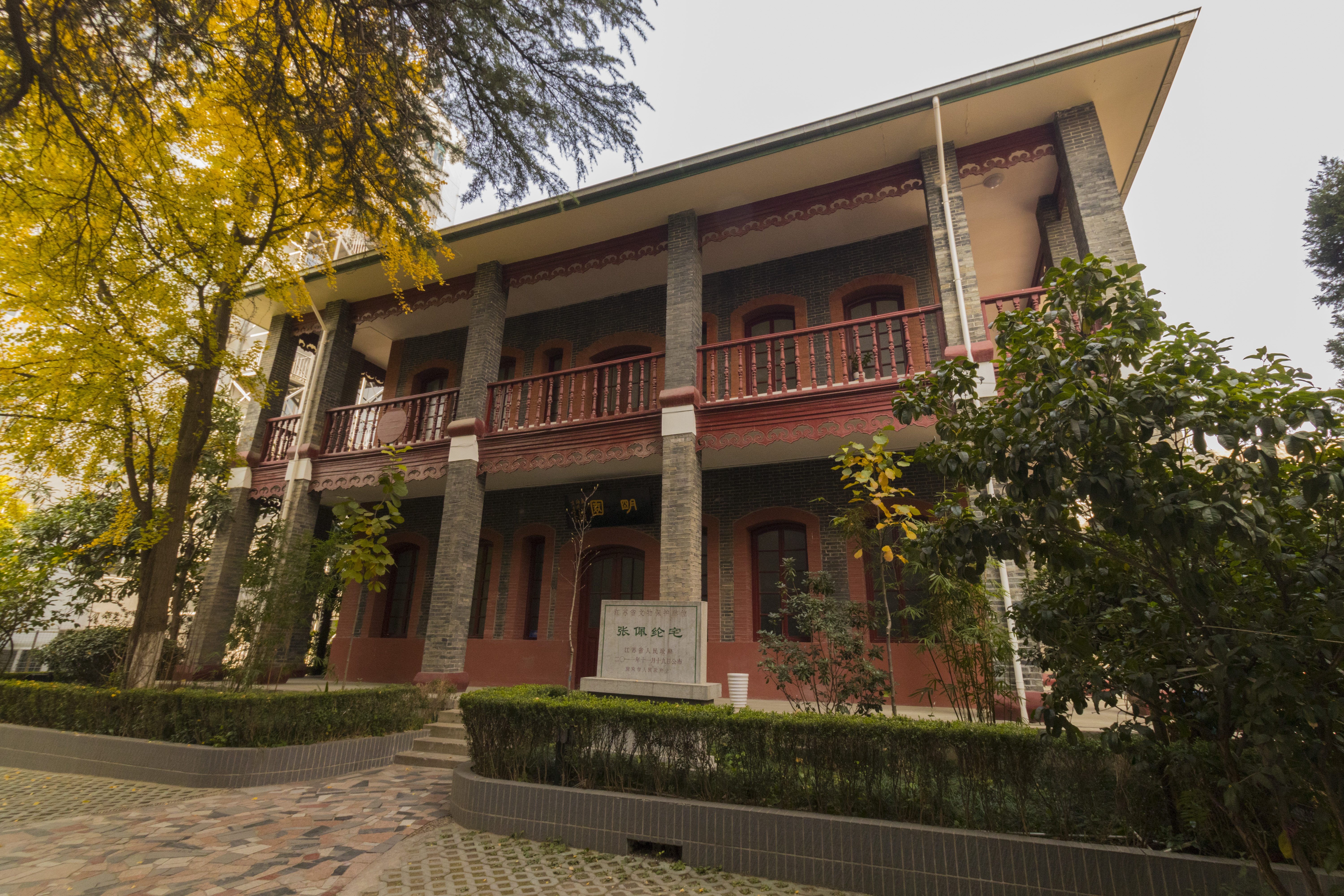
1928年至1937年立法院院址

1928年8月21日，國民黨第二届中央執行委員會第五次會議就“訓政開始應否設立五院案”决議：“訓政時期之立法、行政、司法、考試、監察五院，應逐漸實施”。1928年10月，國民政府立法院於南京成立，有议决法律案，预算案、大赦案、宣战案、媾和案、条约案及其他重要国际事项的职权。立法院第一任院长为胡汉民，副院长林森。根据1928年10月20日公布《立法院组织法》，下设法制、外交、财政、经济4个委员会，1928年12月8日增设军事委员会，各委员会委员由立法委员分任，各委员会委员长由院长指定，院内置秘书、统计、编译三处。首屆委員共49席，由國民政府任命。委员月薪照简任一级支取675元，后改680元。院址择定白下路“侯府”。每届任期两年。1930年12月，国民政府任命了第二届立法委员49人。
1931年2月28日胡汉民在汤山被软禁。3月23日邵元冲代理院长。12月9日覃振（理鸣）代邵元冲。1931年6月15日公布修正国民政府组织法，对立法委员的任命方式作了新的规定，立法委员由立法院院长提出人选，由国民政府主席提请国民政府依法任免，立法院会议以院长为主席。孙科回南京继任立法院院长。1931年12月30日复公布修正国民政府组织法，立法委员增加到99人。立法院于1937年11月迁驻重庆，于原义林医院（今渝中区中山三路中山医院）内办公。1938年5月重庆遭日机大轰炸，乃迁到郊区渝北公路（迁建区）独石桥办公。抗战胜利后，随国民政府迁回南京，與監察院合署借山西路法官训练所办公。
立法院歷經四屆，於第四屆增為194席，但因抗日戰爭而延任長達14年。當時除制定中華民國民法、中華民國刑法等基本法律外，還同時負責中華民國憲法草案的起草，五五憲草即由立法院所草擬。

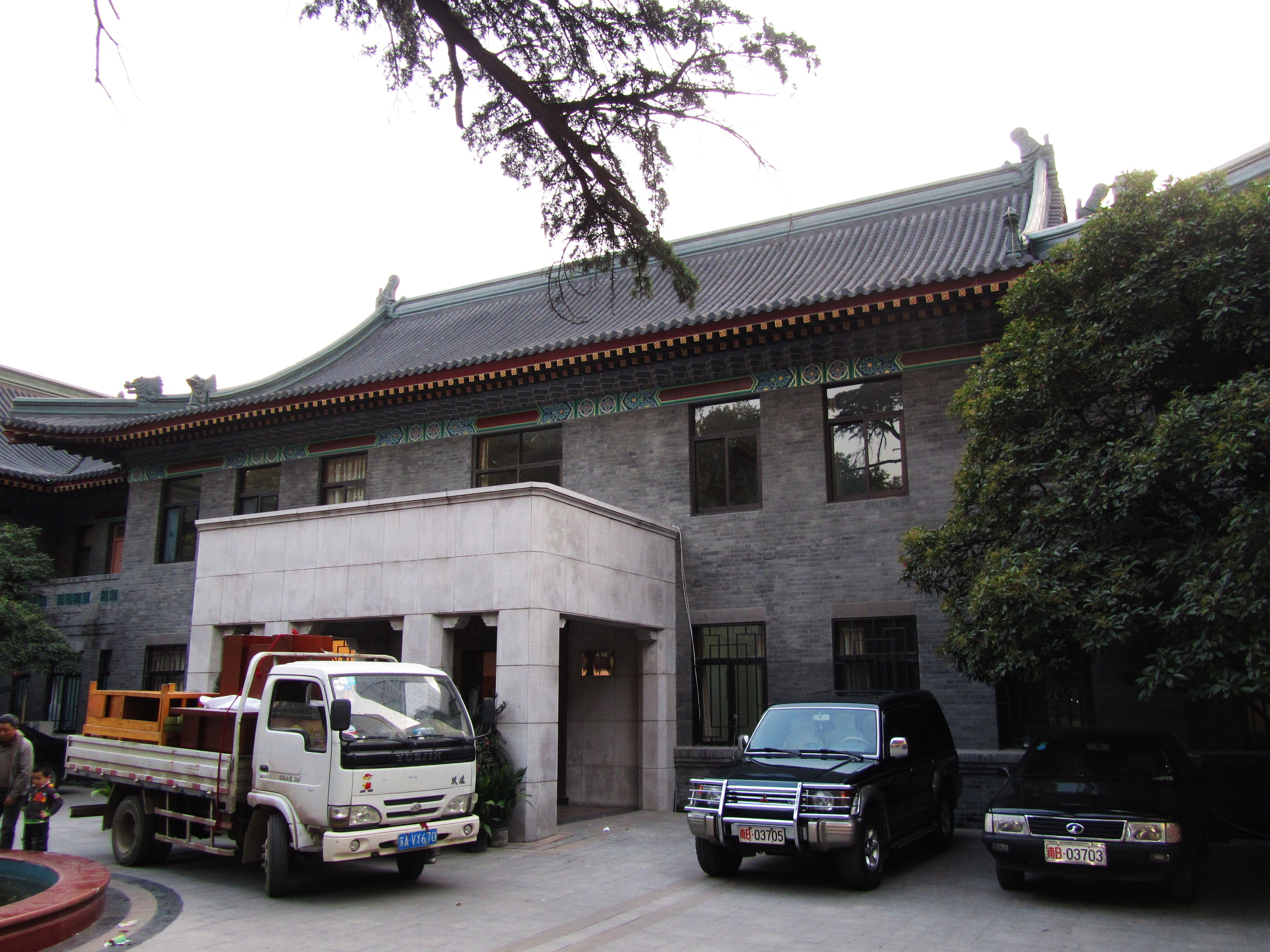
1946年至1949年立法院與監察院院址

### 憲政時期
1947年3月，国民政府颁布《立法院组织法》。依照此法，立法院设有內政、外交、國防、經濟、財政、預算、教育文化、農林、交通、社會、衛生、地政、邊政、僑務、民法、刑法、商事法和法制等19个委員會。同年12月又新設劳工、卫生两个委员会，并修正了部分委员会的名称。同年選出行憲後第一屆立法委員，共計759席。立法院僅有制定與修改法律、以及審查中央政府總預算等監督行政部門的權力，而變更領土、修改憲法、罷免總統副總統等攸關國家權力之事項，均由國民大會行使。
1950年，立法院因第二次國共內戰隨中華民國政府播遷台灣，當時隨之而來的立法委員約380餘名。時任中華民國總統蔣中正咨請立法院該屆委員任期延長一年。第一屆立法委員原應於1951年屆滿，之後依司法院大法官會議解釋，遂得以繼續延任。自此以後，中華民國政府便以「淪陷區無法改選」為由（淪陷區指大陸地區），從未曾對立法院全面進行改選。在1969年，立法院依《動員戡亂時期自由地區中央公職人員增選補選辦法》增補選11席，之後逐次增加增額席次，至1989年的第6次增額委員為130席。然而多數立法委員的大陸地區席次仍以「法統」為由，未曾改選，輿論指為「萬年國會」，此也成為1990年爆發野百合學運的主因之一。野百合學運其中的重要訴求，便是要求包含立法院在內的國會議員全面改選。
1991年，除第6次增額補選外的第一屆立法委員全數退職，1992年首次進行立法委員全面改選，共選出161席，並確立僅在自由地區（臺澎金馬）改選席次。隨後每三年一屆定期改選，1998年再增為225席，並開始增設不分區立法委員。2005年，國民大會複決修憲案通過，將立法委員自第七屆起減為113席，並改採單一選區方式選舉，任期則改為4年。
過去中華民國的國會曾是三院制，司法院大法官《釋字第76號》解釋認定，國民大會、立法院、監察院共同相當於國會。司法院大法官《釋字第325號》以監察院不再由直接或間接選舉產生，已經不是中央民意機構為由，認定監察院不是國會。
歷經1990年代以來的7次修憲，國民大會的功能被逐漸縮減、最終於2005年停止運作，其職權除部分轉由人民直接行使外，其他均轉移至立法院，使得立法院的功能等同於三權分立理論中的國會。國民大會結束運作後，立法院成為中華民國的唯一國會，立法委員即是中華民國的「國會議員」。
2005年中華民國國民大會複決通過立委席次減半與並立制，結果限縮小黨空間，導致2008年選舉起，立法院政黨數目大減。

## 歷屆立法院
1948年第一屆立法委員選出後隔年，中華民國政府因內戰失敗已失去对中国大陆的控制權，从而导致原選區（除臺灣、金門、馬祖與大陳）無法辦理選舉而全體無限期延任，曾被譏為「萬年國會」。
| 屆次 | 法定任期                    | 實際任期                                               | 選舉                 | 名額 | 附註 |
| ---- | --------------------------- | ------------------------------------------------------ | -------------------- | ---- | --- |
| 1    | 原為三年， 後改為無限期延任 | 1948年5月8日－1993年1月31日 （各次當選者任期見右附註） | 1948年選舉           | 759  | 在中国大陆舉行的唯一一次選舉。該次臺灣省亦選出8名立法委員。 政府遷台後來臺報到者509名，於1991年底退職。                                  |
| 1    | 原為三年， 後改為無限期延任 | 1948年5月8日－1993年1月31日 （各次當選者任期見右附註） | 1969年增选選舉       | 11   | 僅在臺灣地區（福建省除外）舉行。選出委員之任期同1948年選出者，於1991年底退職。                                                           |
| 1    | 原為三年， 後改為無限期延任 | 1948年5月8日－1993年1月31日 （各次當選者任期見右附註） | 1972年第一次增額選舉 | 51   | 臺灣地區任期制增額立法委員，任期三年。                                                                                                   |
| 1    | 原為三年， 後改為無限期延任 | 1948年5月8日－1993年1月31日 （各次當選者任期見右附註） | 1975年第二次增額選舉 | 52   | 臺灣地區任期制增額立法委員，任期三年，受國際情勢延為五年。                                                                               |
| 1    | 原為三年， 後改為無限期延任 | 1948年5月8日－1993年1月31日 （各次當選者任期見右附註） | 1980年第三次增額選舉 | 97   | 臺灣地區任期制增額立法委員，任期三年。                                                                                                   |
| 1    | 原為三年， 後改為無限期延任 | 1948年5月8日－1993年1月31日 （各次當選者任期見右附註） | 1983年第四次增額選舉 | 98   | 臺灣地區任期制增額立法委員，任期三年。                                                                                                   |
| 1    | 原為三年， 後改為無限期延任 | 1948年5月8日－1993年1月31日 （各次當選者任期見右附註） | 1986年第五次增額選舉 | 100  | 臺灣地區任期制增額立法委員，任期三年。                                                                                                   |
| 1    | 原為三年， 後改為無限期延任 | 1948年5月8日－1993年1月31日 （各次當選者任期見右附註） | 1989年第六次增額選舉 | 130  | 臺灣地區任期制增額立法委員，任期三年。1992年1月1日起由於1948年、1969年選出的立法委員退職，立法院所有立法委員均為此次選舉選出的立法委員。 |
| 2    | 三年                        | 1993年2月1日－1996年1月31日                            | 1992年選舉           | 161  | 在臺灣地區全面改選。 |
| 3    | 三年                        | 1996年2月1日－1999年1月31日                            | 1995年選舉           | 164  | |
| 4    | 三年                        | 1999年2月1日－2002年1月31日                            | 1998年選舉           | 225  | |
| 5    | 三年                        | 2002年2月1日－2005年1月31日                            | 2001年選舉           | 225  | |
| 6    | 三年                        | 2005年2月1日－2008年1月31日                            | 2004年選舉           | 225  | |
| 7    | 四年                        | 2008年2月1日－2012年1月31日                            | 2008年選舉           | 113  | 立法委員人數減半，任期改為四年，實施單一選區兩票制。                                                                                     |
| 8    | 四年                        | 2012年2月1日－2016年1月31日                            | 2012年選舉           | 113  | |
| 9    | 四年                        | 2016年2月1日－2020年1月31日                            | 2016年選舉           | 113  | |
| 10   | 四年                        | 2020年2月1日－2024年1月31日                            | 2020年選舉           | 113  | |
| 11   | 四年                        | 2024年2月1日－2028年1月31日                            | 2024年選舉           | 113  | 現任 |

歷屆立法院選舉及任期

### 歷屆席次分布
1948年至1991年之第一屆立法院以中國國民黨黨籍之立法委員佔絕對多數，另有極少數隨中華民國政府遷台之中國青年黨及中國民主社會黨黨籍之立法委員。1969年起增額選舉使部份臺灣籍黨外運動人士得以擔任立法委員。然而因為增額選舉選出之立法委員與1948年選出之第一屆立法委員共同行使職權，人數相對非常少。
1991年5月宣佈國會將全面改選，第一屆資深立法委員須於1991年底退職。1989年第六次增額選舉選出之立法委員則在1992年起繼續行使職權，直到1993年2月1日第二屆立法委員就職為止。下表由1992年資深民代退職後列起。
  絕對多數黨
  相對多數黨
  最大少數黨
| 屆次                      | 執政黨    | 執政黨   | 執政黨                                                                | 執政黨                                                                        | 執政黨      | 立法院 院長 | 在野黨                                            | 在野黨                                                                                                  | 在野黨                                                                | 在野黨   | 在野黨   | 總席次 |
| 屆次                      | 政黨名稱  | 政黨名稱 | 政黨領袖                                                              | 立法院黨團總召集人                                                            | 席次        | 立法院 院長 | 席次                                              | 立法院黨團總召集人                                                                                      | 政黨領袖                                                              | 政黨名稱 | 政黨名稱 | 總席次 |
| ------------------------- | --------- | -------- | --------------------------------------------------------------------- | ----------------------------------------------------------------------------- | ----------- | ----------- | ------------------------------------------------- | --- | --------------------------------------------------------------------- | -------- | -------- | ------ |
| 第一屆 （1989年– 1992年） |           | 國民黨   | 李登輝                                                                | 饒穎奇                                                                        | 94          | 劉松藩      | 21                                                | | 許信良                                                                | 民進黨   |          | 130    |
| 第一屆 （1989年– 1992年） | 1         | 國民黨   | 李登輝                                                                | 饒穎奇                                                                        | 94          | 劉松藩      | 無                                                | | 青年黨                                                                |          |          | 130    |
| 第一屆 （1989年– 1992年） | 14        | 國民黨   | 李登輝                                                                | 饒穎奇                                                                        | 94          | 劉松藩      | 無                                                | 無 | 無黨籍                                                                |          |          | 130    |
|                           |           |          |                                                                       |                                                                               |             |             |                                                   | |                                                                       |          |          |        |
| 第二屆                    |           | 國民黨   | 李登輝                                                                | 饒穎奇                                                                        | 95          | 劉松藩      | 51                                                | 施明德                                                                                                  | 許信良 （1993年） 施明德 （1993年－1996年）                           | 民進黨   |          | 161    |
| 第二屆                    | 1         | 國民黨   | 李登輝                                                                | 饒穎奇                                                                        | 95          | 劉松藩      | 無                                                | 朱高正                                                                                                  | 中華社民黨                                                            |          |          | 161    |
| 第二屆                    | 14        | 國民黨   | 李登輝                                                                | 饒穎奇                                                                        | 95          | 劉松藩      | 無                                                | 無 | 無黨籍                                                                |          |          | 161    |
|                           |           |          |                                                                       |                                                                               |             |             |                                                   | |                                                                       |          |          |        |
| 第三屆                    |           | 國民黨   | 李登輝                                                                | 饒穎奇                                                                        | 85          | 劉松藩      | 54                                                | 施明德                                                                                                  | 施明德 （1996年） 許信良 （1996年－1998年） 林義雄 （1998年－1999年） | 民進黨   |          | 164    |
| 第三屆                    | 21        | 國民黨   | 李登輝                                                                | 饒穎奇                                                                        | 85          | 劉松藩      |                                                   | 陳癸淼 （1995年－1997年） 周陽山 （1997年－1998年）                                                     | 新黨                                                                  |          |          | 164    |
| 第三屆                    | 4         | 國民黨   | 李登輝                                                                | 饒穎奇                                                                        | 85          | 劉松藩      | 無                                                | 無 | 無黨籍                                                                |          |          | 164    |
|                           |           |          |                                                                       |                                                                               |             |             |                                                   | |                                                                       |          |          |        |
| 第四屆                    |           | 國民黨   | 李登輝 （1999年－2000年） 連戰 （2000年－2002年）                     | 饒穎奇 （1999年－2000年） 洪玉欽 （2000年－2002年）                           | 123         | 王金平      | 70                                                | 施明德                                                                                                  | 林義雄 （1999年－2000年） 謝長廷 （2000年－2002年）                   | 民進黨   |          | 225    |
| 第四屆                    | 11        | 國民黨   | 李登輝 （1999年－2000年） 連戰 （2000年－2002年）                     | 饒穎奇 （1999年－2000年） 洪玉欽 （2000年－2002年）                           | 123         | 王金平      |                                                   | 李慶華 （1999年－2000年） 郝龍斌 （2000年－2001年） 謝啟大 （2001年）                                   | 新黨                                                                  |          |          | 225    |
| 第四屆                    | 4         | 國民黨   | 李登輝 （1999年－2000年） 連戰 （2000年－2002年）                     | 饒穎奇 （1999年－2000年） 洪玉欽 （2000年－2002年）                           | 123         | 王金平      |                                                   | 徐成焜                                                                                                  | 民主聯盟                                                              |          |          | 225    |
| 第四屆                    | 3         | 國民黨   | 李登輝 （1999年－2000年） 連戰 （2000年－2002年）                     | 饒穎奇 （1999年－2000年） 洪玉欽 （2000年－2002年）                           | 123         | 王金平      |                                                   | 葉憲修                                                                                                  | 全國民主非政黨聯盟                                                    |          |          | 225    |
| 第四屆                    | 1         | 國民黨   | 李登輝 （1999年－2000年） 連戰 （2000年－2002年）                     | 饒穎奇 （1999年－2000年） 洪玉欽 （2000年－2002年）                           | 123         | 王金平      | 無                                                | 彭百顯                                                                                                  | 新國家連線                                                            |          |          | 225    |
| 第四屆                    | 1         | 國民黨   | 李登輝 （1999年－2000年） 連戰 （2000年－2002年）                     | 饒穎奇 （1999年－2000年） 洪玉欽 （2000年－2002年）                           | 123         | 王金平      | 無                                                | 許世楷                                                                                                  | 建國黨                                                                |          |          | 225    |
| 第四屆                    | 12        | 國民黨   | 李登輝 （1999年－2000年） 連戰 （2000年－2002年）                     | 饒穎奇 （1999年－2000年） 洪玉欽 （2000年－2002年）                           | 123         | 王金平      | 無                                                | 無 | 無黨籍                                                                |          |          | 225    |
|                           |           |          |                                                                       |                                                                               |             |             |                                                   | |                                                                       |          |          |        |
| 第五屆                    |           | 民進黨   | 謝長廷 （2002年） 陳水扁 （2002年－2004年）                           | 柯建銘                                                                        | 87          | 王金平      | 68                                                | 洪玉欽                                                                                                  | 連戰                                                                  | 國民黨   |          | 225    |
| 第五屆                    | 46        | 民進黨   | 謝長廷 （2002年） 陳水扁 （2002年－2004年）                           | 柯建銘                                                                        | 87          | 王金平      |                                                   | 宋楚瑜                                                                                                  | 親民黨                                                                |          |          | 225    |
| 第五屆                    | 13        | 民進黨   | 謝長廷 （2002年） 陳水扁 （2002年－2004年）                           | 柯建銘                                                                        | 87          | 王金平      | 廖本煙                                            | 黃主文                                                                                                  | 台聯                                                                  |          |          | 225    |
| 第五屆                    | 1         | 民進黨   | 謝長廷 （2002年） 陳水扁 （2002年－2004年）                           | 柯建銘                                                                        | 87          | 王金平      | 無                                                | 郁慕明                                                                                                  | 新黨                                                                  |          |          | 225    |
| 第五屆                    | 1         | 民進黨   | 謝長廷 （2002年） 陳水扁 （2002年－2004年）                           | 柯建銘                                                                        | 87          | 王金平      | 無                                                | 魏吉助                                                                                                  | 台灣吾黨                                                              |          |          | 225    |
| 第五屆                    | 9         | 民進黨   | 謝長廷 （2002年） 陳水扁 （2002年－2004年）                           | 柯建銘                                                                        | 87          | 王金平      | 無                                                | 無 | 無黨籍                                                                |          |          | 225    |
|                           |           |          |                                                                       |                                                                               |             |             |                                                   | |                                                                       |          |          |        |
| 第六屆                    |           | 民進黨   | 蘇貞昌 （2005年） 游錫堃 （2006年－2007年） 陳水扁 （2007年－2008年） | 柯建銘                                                                        | 89          | 王金平      | 79                                                | 曾永權                                                                                                  | 連戰 （2005年） 馬英九 （2005年－2007年） 吳伯雄 （2007年－2008年）   | 國民黨   |          | 225    |
| 第六屆                    | 34        | 民進黨   | 蘇貞昌 （2005年） 游錫堃 （2006年－2007年） 陳水扁 （2007年－2008年） | 柯建銘                                                                        | 89          | 王金平      | 呂學樟 （2006年2月－）                            | 宋楚瑜                                                                                                  | 親民黨                                                                |          |          | 225    |
| 第六屆                    | 12        | 民進黨   | 蘇貞昌 （2005年） 游錫堃 （2006年－2007年） 陳水扁 （2007年－2008年） | 柯建銘                                                                        | 89          | 王金平      |                                                   | 蘇進強 （2005年－2006年） 黃昆輝 （2007年－2008年）                                                     | 台聯                                                                  |          |          | 225    |
| 第六屆                    | 6         | 民進黨   | 蘇貞昌 （2005年） 游錫堃 （2006年－2007年） 陳水扁 （2007年－2008年） | 柯建銘                                                                        | 89          | 王金平      |                                                   | 張博雅                                                                                                  | 無盟                                                                  |          |          | 225    |
| 第六屆                    | 1         | 民進黨   | 蘇貞昌 （2005年） 游錫堃 （2006年－2007年） 陳水扁 （2007年－2008年） | 柯建銘                                                                        | 89          | 王金平      | 無                                                | 郁慕明                                                                                                  | 新黨                                                                  |          |          | 225    |
| 第六屆                    | 4         | 民進黨   | 蘇貞昌 （2005年） 游錫堃 （2006年－2007年） 陳水扁 （2007年－2008年） | 柯建銘                                                                        | 89          | 王金平      | 無                                                | 無 | 無黨籍                                                                |          |          | 225    |
|                           |           |          |                                                                       |                                                                               |             |             |                                                   | |                                                                       |          |          |        |
| 第七屆                    |           | 國民黨   | 吳伯雄 （2008年－2009年） 馬英九 （2009年－2012年）                   | 林益世                                                                        | 81          | 王金平      | 27                                                | 蔡同榮 （2009年－2010年） 柯建銘 （2008年；2010年－2012年）                                             | 蔡英文                                                                | 民進黨   |          | 113    |
| 第七屆                    | 3         | 國民黨   | 吳伯雄 （2008年－2009年） 馬英九 （2009年－2012年）                   | 林益世                                                                        | 81          | 王金平      | 顏清標                                            | 林炳坤                                                                                                  | 無盟                                                                  |          |          | 113    |
| 第七屆                    | 1         | 國民黨   | 吳伯雄 （2008年－2009年） 馬英九 （2009年－2012年）                   | 林益世                                                                        | 81          | 王金平      | 無                                                | 宋楚瑜                                                                                                  | 親民黨                                                                |          |          | 113    |
| 第七屆                    | 1         | 國民黨   | 吳伯雄 （2008年－2009年） 馬英九 （2009年－2012年）                   | 林益世                                                                        | 81          | 王金平      | 無                                                | 無 | 無黨籍                                                                |          |          | 113    |
|                           |           |          |                                                                       |                                                                               |             |             |                                                   | |                                                                       |          |          |        |
| 第八屆                    |           | 國民黨   | 馬英九 （2012年－2014年） 朱立倫 （2015年－2016年）                   | 林鴻池 （2012年－2014年） 費鴻泰 （2014年－2015年） 賴士葆 （2015年－2016年） | 64          | 王金平      | 40                                                | 柯建銘                                                                                                  | 蘇貞昌 （2012年－2014年） 蔡英文 （2014年－2016年）                   | 民進黨   |          | 113    |
| 第八屆                    | 3         | 國民黨   | 馬英九 （2012年－2014年） 朱立倫 （2015年－2016年）                   | 林鴻池 （2012年－2014年） 費鴻泰 （2014年－2015年） 賴士葆 （2015年－2016年） | 64          | 王金平      | 黃文玲 賴振昌                                     | 黃昆輝                                                                                                  | 台聯                                                                  |          |          | 113    |
| 第八屆                    | 3         | 國民黨   | 馬英九 （2012年－2014年） 朱立倫 （2015年－2016年）                   | 林鴻池 （2012年－2014年） 費鴻泰 （2014年－2015年） 賴士葆 （2015年－2016年） | 64          | 王金平      | 李桐豪                                            | 宋楚瑜                                                                                                  | 親民黨                                                                |          |          | 113    |
| 第八屆                    | 1 （原2） | 國民黨   | 馬英九 （2012年－2014年） 朱立倫 （2015年－2016年）                   | 林鴻池 （2012年－2014年） 費鴻泰 （2014年－2015年） 賴士葆 （2015年－2016年） | 64          | 王金平      | 無                                                | 林炳坤                                                                                                  | 無盟                                                                  |          |          | 113    |
| 第八屆                    | 1 （原0） | 國民黨   | 馬英九 （2012年－2014年） 朱立倫 （2015年－2016年）                   | 林鴻池 （2012年－2014年） 費鴻泰 （2014年－2015年） 賴士葆 （2015年－2016年） | 64          | 王金平      | 無                                                | 徐欣瑩                                                                                                  | 民國黨                                                                |          |          | 113    |
| 第八屆                    | 1         | 國民黨   | 馬英九 （2012年－2014年） 朱立倫 （2015年－2016年）                   | 林鴻池 （2012年－2014年） 費鴻泰 （2014年－2015年） 賴士葆 （2015年－2016年） | 64          | 王金平      | 無                                                | 無 | 無黨籍                                                                |          |          | 113    |
|                           |           |          |                                                                       |                                                                               |             |             |                                                   | |                                                                       |          |          |        |
| 第九屆                    |           | 民進黨   | 蔡英文 （2016年－2018年） 卓榮泰 （2019年－2020年）                   | 柯建銘                                                                        | 68          | 蘇嘉全      | 35                                                | 廖國棟 （2016年－2017年） 林德福 （2017年－2018年） 江啟臣 （2018年－2019年） 曾銘宗 （2019年－2020年） | 洪秀柱 （2016年－2017年） 吳敦義 （2017年－2020年）                   | 國民黨   |          | 113    |
| 第九屆                    | 3 （原5） | 民進黨   | 蔡英文 （2016年－2018年） 卓榮泰 （2019年－2020年）                   | 柯建銘                                                                        | 68          | 蘇嘉全      | 徐永明 （2016年—2019年） 黃國昌 （2019年—2020年） | 黃國昌 （2016年—2019年） 邱顯智 （2019年） 徐永明 （2019年—2020年）                                     | 時力                                                                  |          |          | 113    |
| 第九屆                    | 3         | 民進黨   | 蔡英文 （2016年－2018年） 卓榮泰 （2019年－2020年）                   | 柯建銘                                                                        | 68          | 蘇嘉全      | 李鴻鈞                                            | 宋楚瑜                                                                                                  | 親民黨                                                                |          |          | 113    |
| 第九屆                    | 1         | 民進黨   | 蔡英文 （2016年－2018年） 卓榮泰 （2019年－2020年）                   | 柯建銘                                                                        | 68          | 蘇嘉全      | 李鴻鈞                                            | 林炳坤                                                                                                  | 無盟                                                                  |          |          | 113    |
| 第九屆                    | 3 （原1） | 民進黨   | 蔡英文 （2016年－2018年） 卓榮泰 （2019年－2020年）                   | 柯建銘                                                                        | 68          | 蘇嘉全      | 無                                                | 無 | 無黨籍                                                                |          |          | 113    |
|                           |           |          |                                                                       |                                                                               |             |             |                                                   | |                                                                       |          |          |        |
| 第10屆                    |           | 民進黨   | 卓榮泰 （2020年） 蔡英文 （2020年－2022年） 賴清德 （2023年）         | 柯建銘                                                                        | 62 （原61） | 游錫堃      | 37 （原38）                                       | 林為洲 （2020年） 費鴻泰 （2021年） 曾铭宗 （2022年）                                                   | 江啟臣 （2020年－2021年） 朱立倫 （2021年－2023年）                   | 國民黨   |          | 113    |
| 第10屆                    | 5         | 民進黨   | 卓榮泰 （2020年） 蔡英文 （2020年－2022年） 賴清德 （2023年）         | 柯建銘                                                                        | 62 （原61） | 游錫堃      | 賴香伶 （2020年） 邱臣遠 （2021年－2023年）       | 柯文哲                                                                                                  | 民眾黨                                                                |          |          | 113    |
| 第10屆                    | 3         | 民進黨   | 卓榮泰 （2020年） 蔡英文 （2020年－2022年） 賴清德 （2023年）         | 柯建銘                                                                        | 62 （原61） | 游錫堃      | 邱顯智 （2020年－2024年）                         | 徐永明 （2020年） 邱顯智 （2020年） 高鈺婷 （2020年） 陳椒華 （2020年－2023年） 王婉諭 （2023年－）     | 時力                                                                  |          |          | 113    |
| 第10屆                    | 0 （原1） | 民進黨   | 卓榮泰 （2020年） 蔡英文 （2020年－2022年） 賴清德 （2023年）         | 柯建銘                                                                        | 62 （原61） | 游錫堃      | 無                                                | 陳奕齊                                                                                                  | 台灣基進                                                              |          |          | 113    |
| 第10屆                    | 5         | 民進黨   | 卓榮泰 （2020年） 蔡英文 （2020年－2022年） 賴清德 （2023年）         | 柯建銘                                                                        | 62 （原61） | 游錫堃      | 無                                                | 無 | 無黨籍                                                                |          |          | 113    |
|                           |           |          |                                                                       |                                                                               |             |             |                                                   | |                                                                       |          |          |        |
| 第11屆                    |           | 民進黨   | 賴清德 （2024年－）                                                   | 柯建銘                                                                        | 51          | 韓國瑜      | 52                                                | 傅崐萁                                                                                                  | 朱立倫 （2024年－）                                                   | 國民黨   |          | 113    |
| 第11屆                    | 8         | 民進黨   | 賴清德 （2024年－）                                                   | 柯建銘                                                                        | 51          | 韓國瑜      | 黃國昌                                            | 柯文哲 （2024年） 黃國昌（2025年－）                                                                    | 民眾黨                                                                |          |          | 113    |
| 第11屆                    | 2         | 民進黨   | 賴清德 （2024年－）                                                   | 柯建銘                                                                        | 51          | 韓國瑜      | 無                                                | 無 | 無黨籍                                                                |          |          | 113    |

## 院址

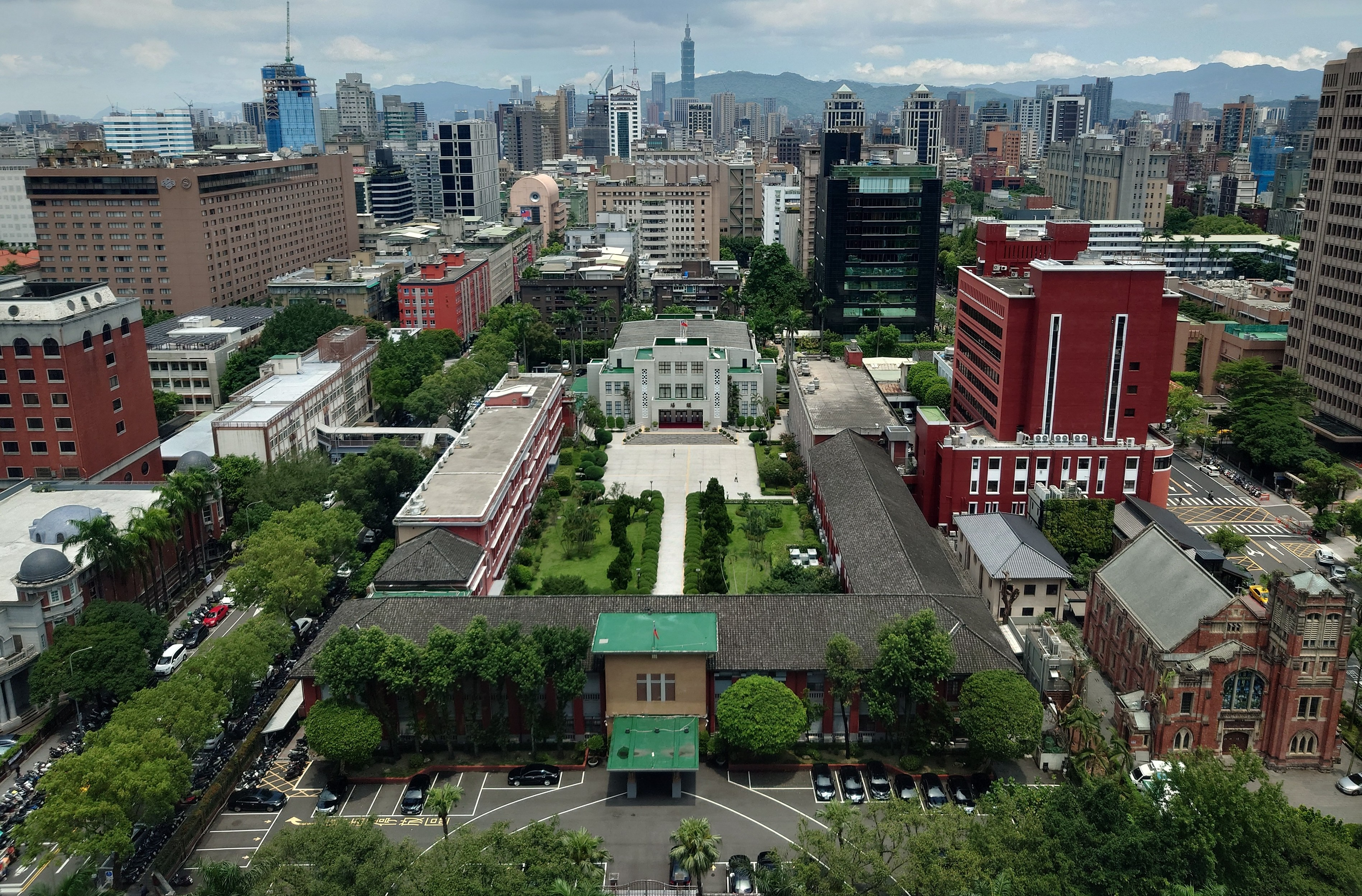
中央為立法院院區，右側建築為濟南教會、群賢樓、委員研究大樓，左側建築為青島第一、第三會館、鎮江會館

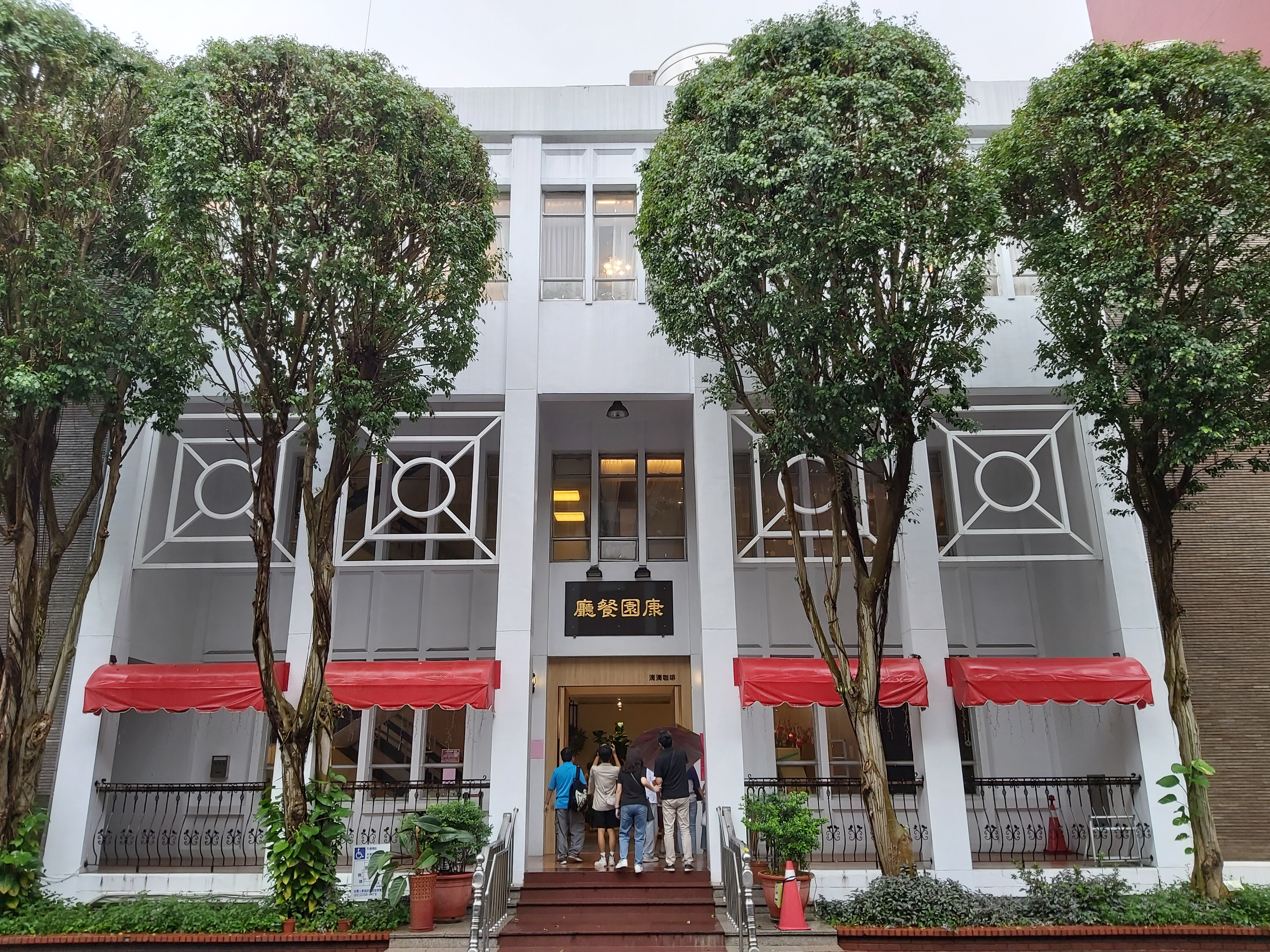
立法院院區中的「康園餐廳」，起初原是國會圖書館，1993年第二屆立法委員就職後立院空間重新調整，圖書館遷址至群賢樓地下一樓，原建物被更改為國會餐廳

立法院在1928年成立時，院址在白下路附近斛斗巷原张佩纶宅邸内。對日抗戰時遷至重慶義林醫院（今重慶市中山醫院渝中院區）與司法院和蒙藏委員會合署辦公，抗战后院址位於南京市中山北路上（今軍人俱樂部）。1950年隨其他中央政府機關遷臺後，初期以臺北市中山堂做為臨時會址，1960年始遷入位於臺北市中山南路之日治時期「臺北第二高女」校舍（臺灣戰後時期曾作為臺灣省政府農林廳廳址），原有之學校禮堂經整修後成為議場以供立法院召開院會之用；隨著業務的擴大，又陸續租用與購入鄰近房舍，逐漸構成今日的立法院院區。
2017年2月19日，臺北市政府文化局召開文資審議委員會，核定將立法院行政大樓（俗稱紅樓）列為市定古蹟、立法院議場為歷史建築。
立法院院區的辦公廳舍分布如下：
- 本部（臺北市中正區中山南路1號；原日治時期之臺北第二高女校舍）
- 青島第一會館（簡稱青島一館；臺北市中正區青島東路1號）
- 青島第二會館（簡稱青島二館，原日治時期之七星郡役所廳舍；臺北市中正區青島東路10號）
- 青島第三會館（簡稱青島三館；臺北市中正區青島東路1-3號）
- 鎮江會館（臺北市中正區鎮江街2號）：屋頂使用太陽能發電，亦是全球第三個綠能國會，公單位用太陽能發電的先例[29]。
- 群賢樓（臺北市中正區濟南路一段1號）
- 委員研究大樓（臺北市中正區濟南路一段3之1號；原名「中興大樓」，由臺灣省政府與臺開合作興建[30]）

除此之外，立法院在全國各地尚有其他設施，其中位於臺北市的兩處會館為提供立法委員住宿之用：
- 臺北會館（臺北市中正區博愛路217號；原為臺灣省議會臺北會館）
- 大安會館（臺北市大安區大安路二段132巷31號；分為一、二館）
- 檔案圖書典藏館（新北市新店區力行路100號；異地備援中心亦位於此）
- 中部辦公室（臺中市霧峰區中正路734號）：坐落於立法院民主議政園區[31]內，為臺灣省議會原址，目前立法院的中南部服務中心、議政博物館坐落於此。2021年10月31日起，立法院利用原臺灣省議會議事大樓部分空間，設立民主時刻館，為華人世界第一座以民主為主題的博物館。

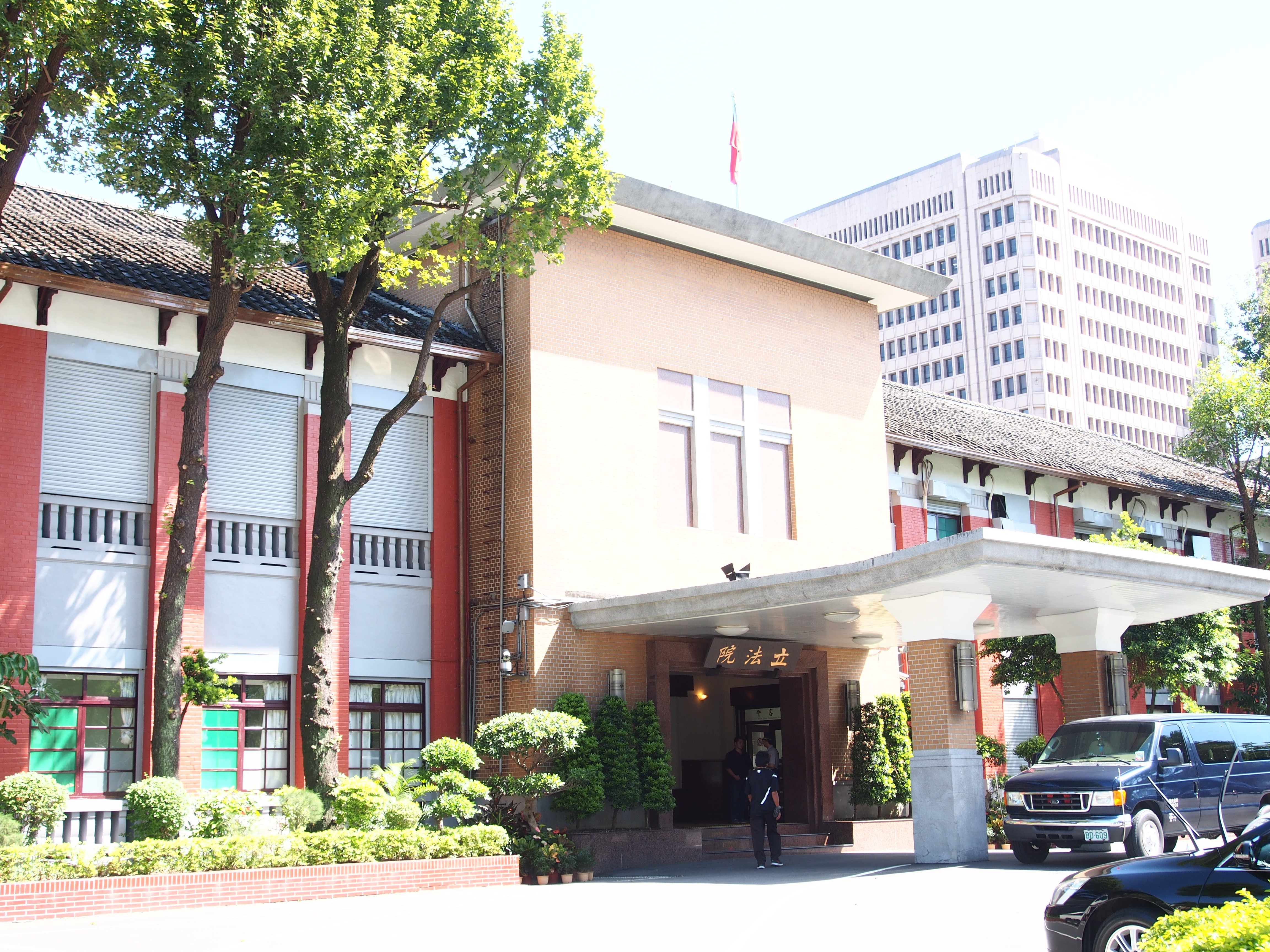
立法院院區大門口
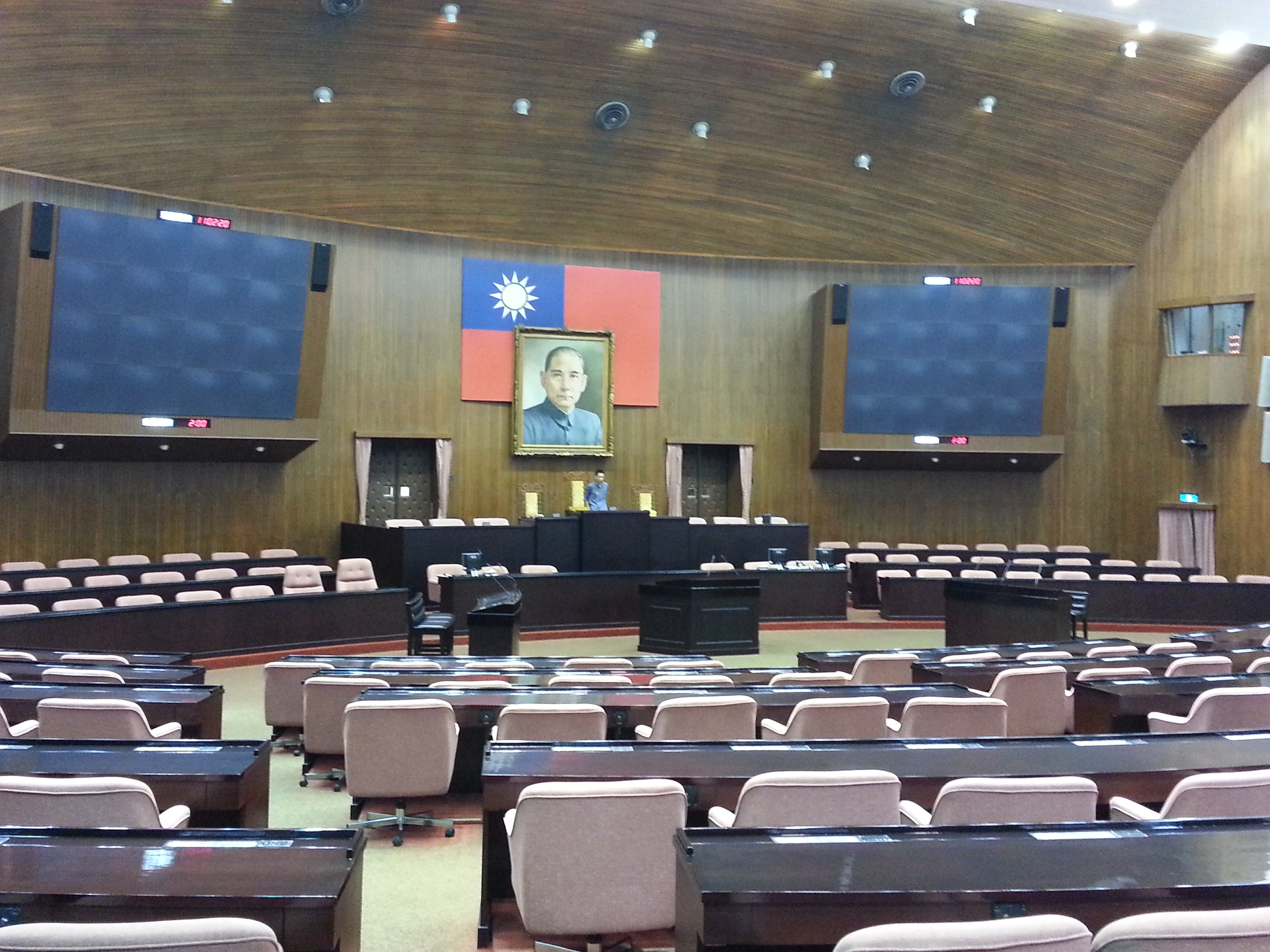
立法院議場，主要為院會召開場地
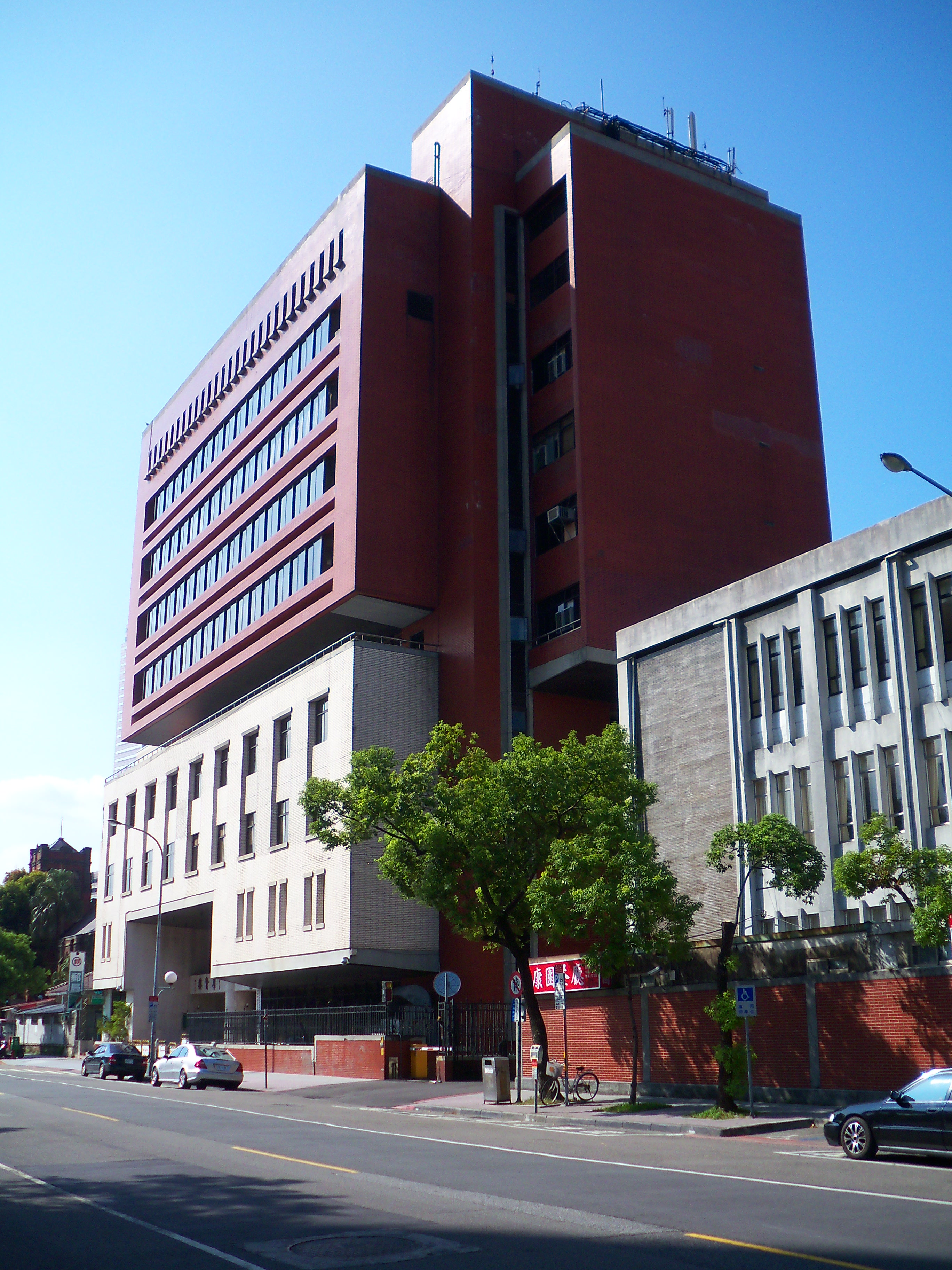
立法院群賢樓
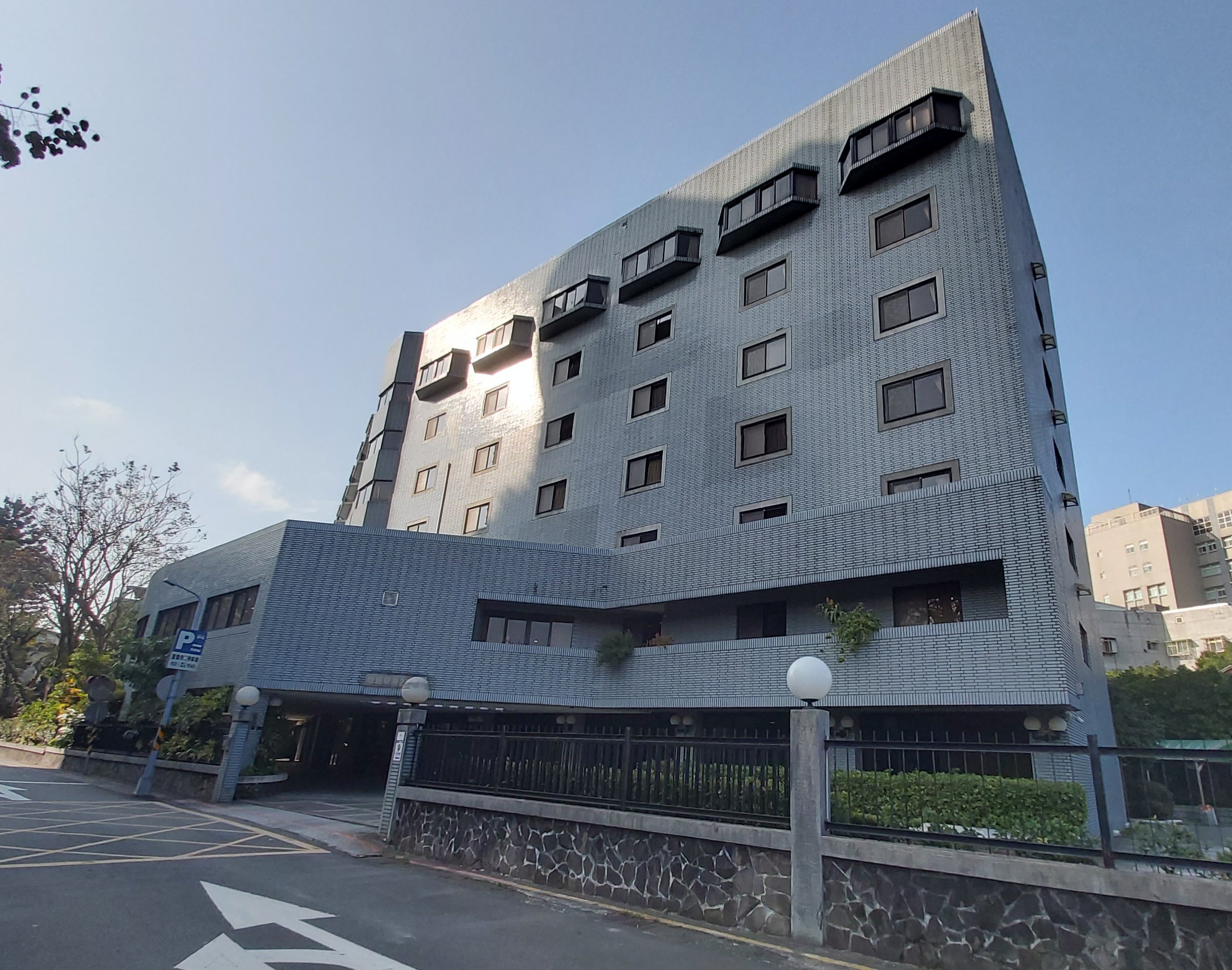
立法院臺北會館
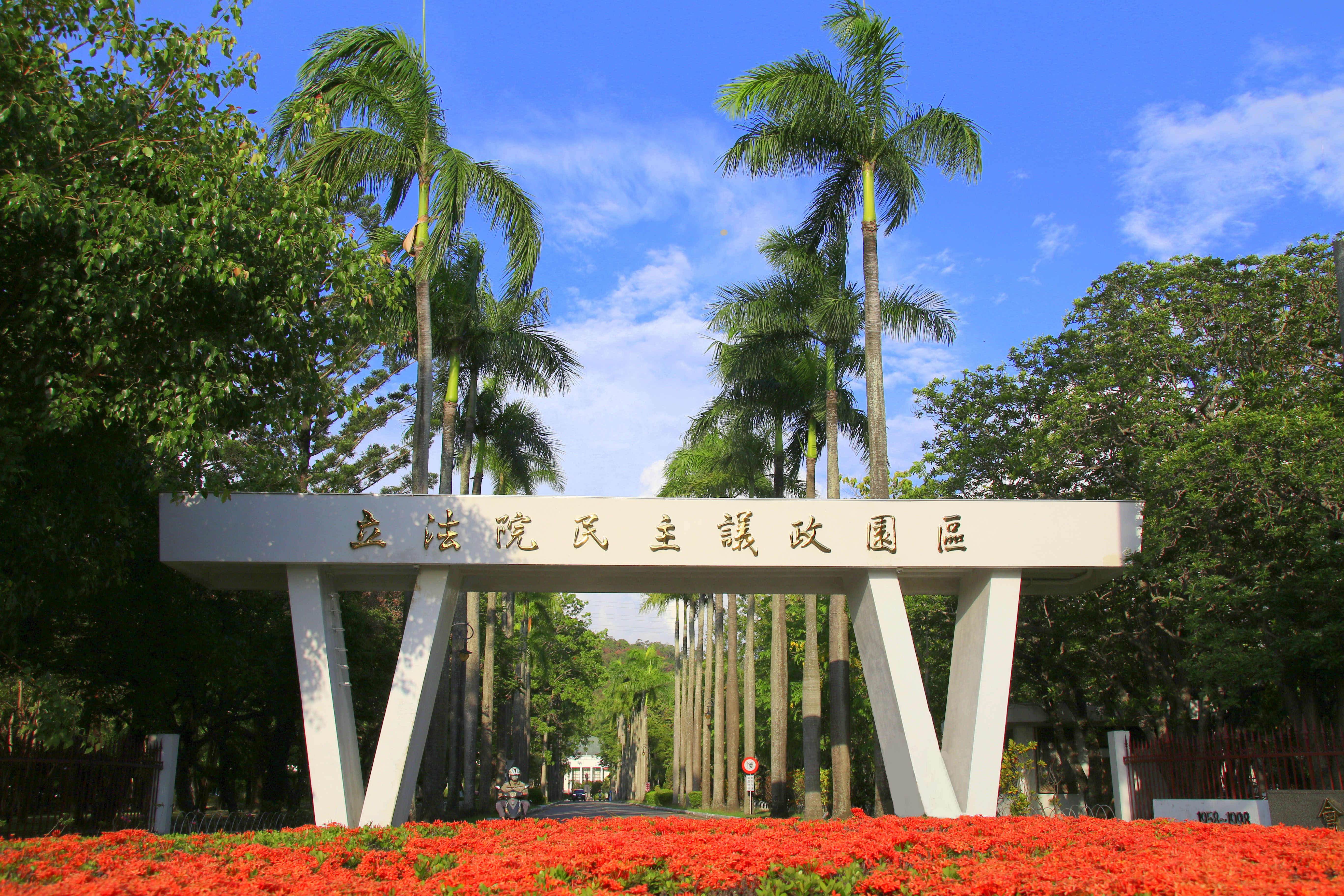
立法院民主議政園區
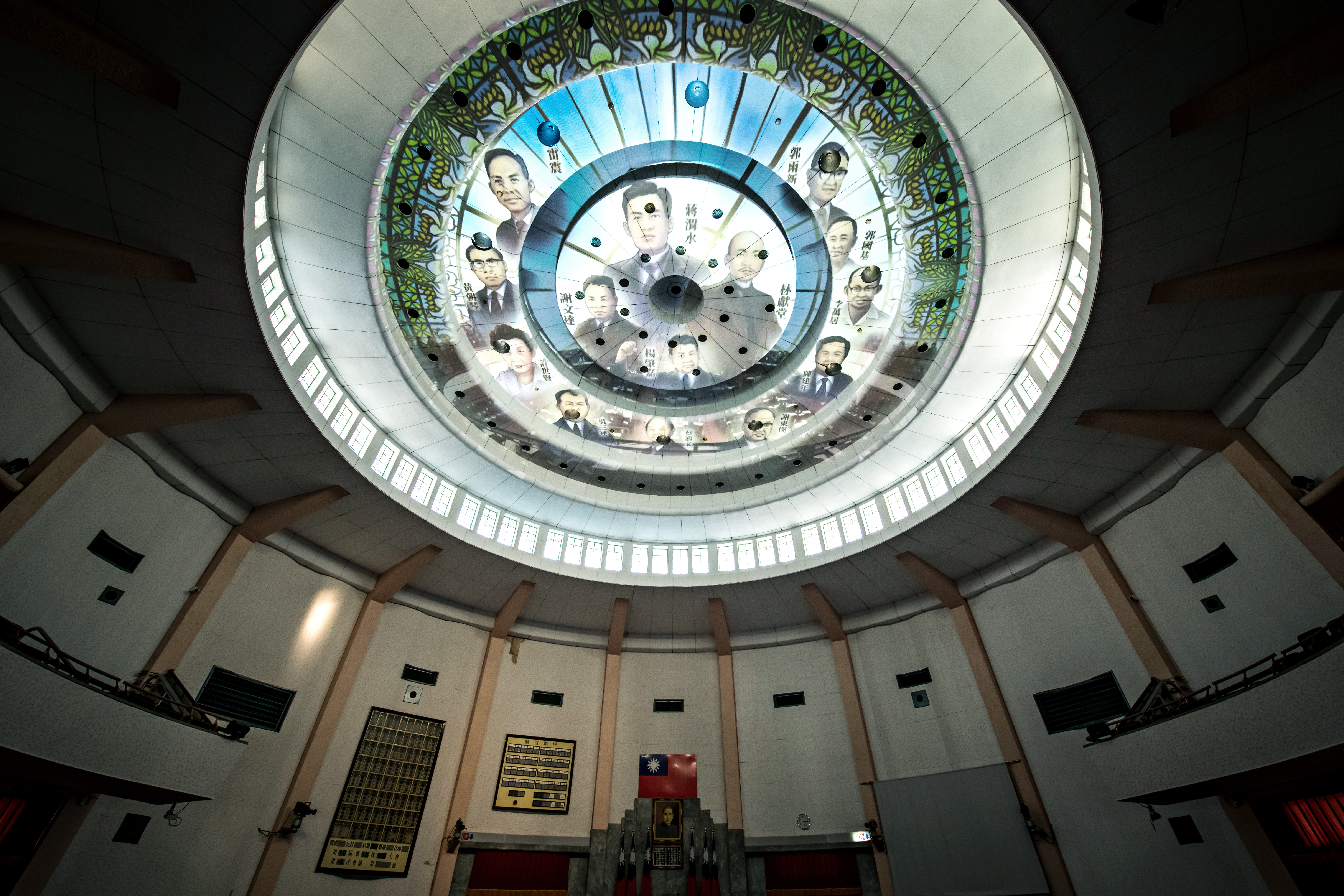
民主時刻館：民主劇場
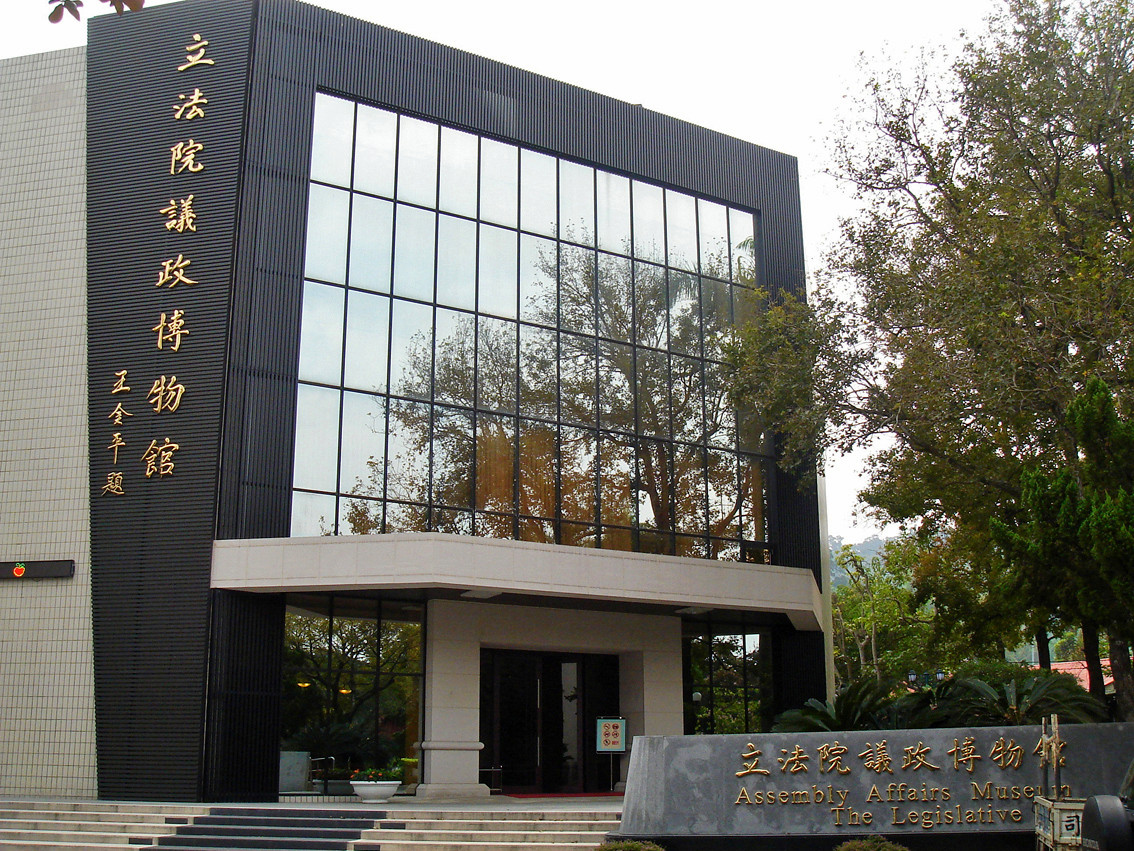
立法院議政博物館
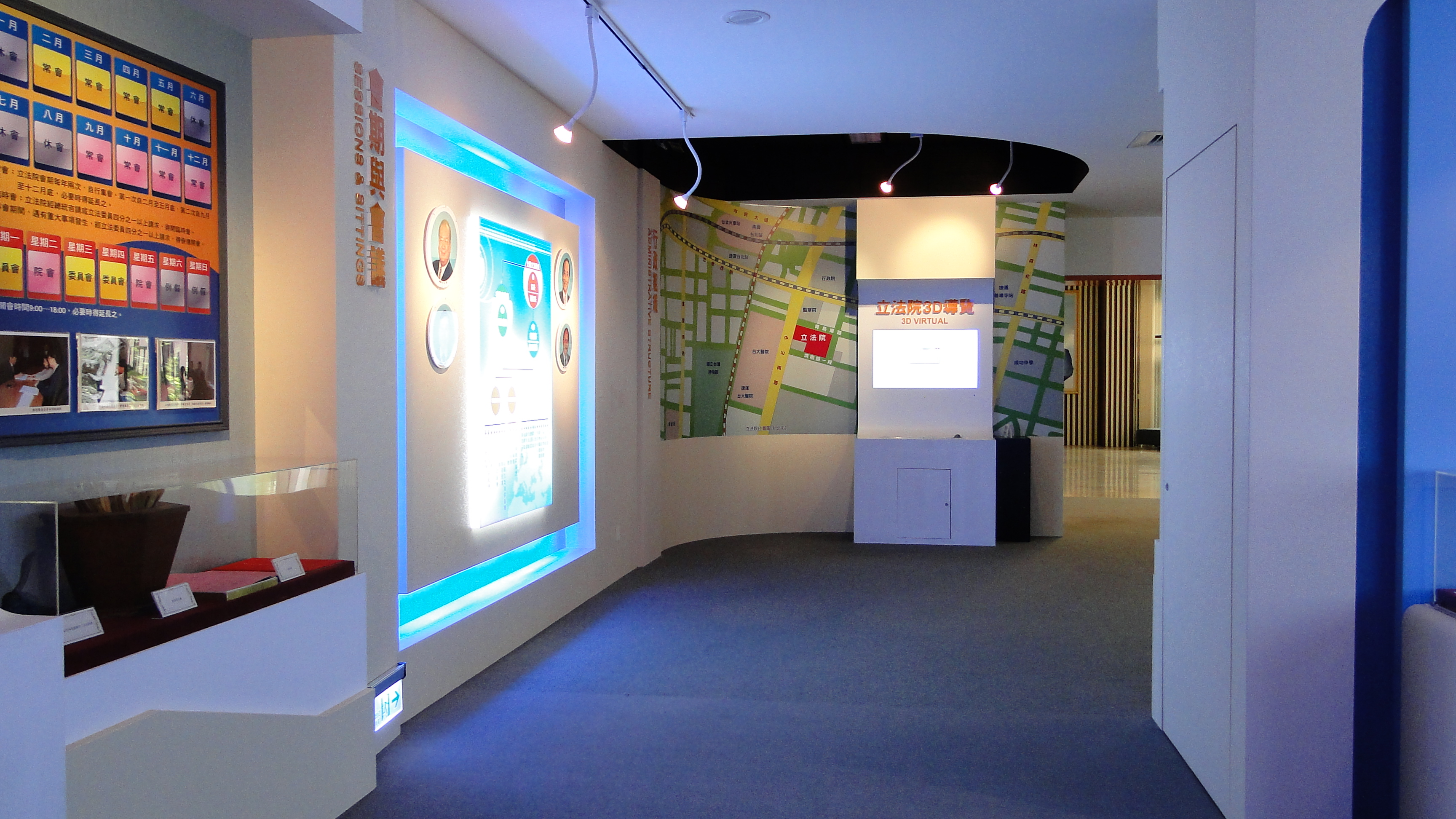
立法院議政博物館展廳

### 院址遷建
立法院遷往臺灣後，由於當時反攻大陸的時空背景，使得立法院沒有自己的議事與辦公處所。其現址是向臺北市政府承租使用，加上建築老舊且不敷使用，與國會形象不符，因而不斷有另建新址的建議。
1993年，立法院首次規劃遷建新院址，當時選址離博愛特區不遠的臺鐵華山車站舊址，但因經費過於龐大，導致立法院內外的反對聲浪過大而未決。1999年第四屆立法委員提出第二次遷建計畫，地點則改為位於臺北市仁愛路的空軍總部舊址；當時預算已編列興建經費新臺幣241億元，但因都市計畫變更作業不順，加上立法院內外仍有反對意見而作罷。
2011年7月，適逢中華民國建國百年，立法院再次提出遷建計畫，仍以空軍總部舊址作為優先選擇，惟行政院計畫將空軍總部舊址仿效日本東京六本木的「城中城」模式進行開發。
後續在立法院院長游錫堃上任後，召開「國會願景規劃諮詢委員會」，評選出中正紀念堂、空軍總部舊址、土城看守所現址、成功嶺營區、高鐵彰化車站特定區、中興文化創意產業園區等6處為優先考慮的擴建基地。

## 爭議與相關事件

### 媒體上的亂象與立院形象
1988年後，立法委員皆享言論免責權，人身安全受到保護，是為國民所賦予的特別權力，但也因此帶來了層出不窮的議會暴力事件（如立委鬥毆）。

### 獲搞笑諾貝爾和平獎
1995年10月6日，第五屆搞笑諾貝爾獎和平獎以「表彰他們證明了互相拳打腳踢使政客能夠比透過向其他國家發動戰爭取得更多利益」為由頒布給中華民國立法院。

### 證件特權質疑
2012年，因立法院識別證及停車證發放浮濫及變造者甚多，經媒體廣泛報導後，引發歹徒藉此逃避警方查緝、或是民眾藉此享受特權之質疑。

### 佔領立法院行動
2014年3月18日，立法院爆發海峽兩岸服務貿易協議存查爭議，200名學生在晚間衝進立法院議場佔領主席台。

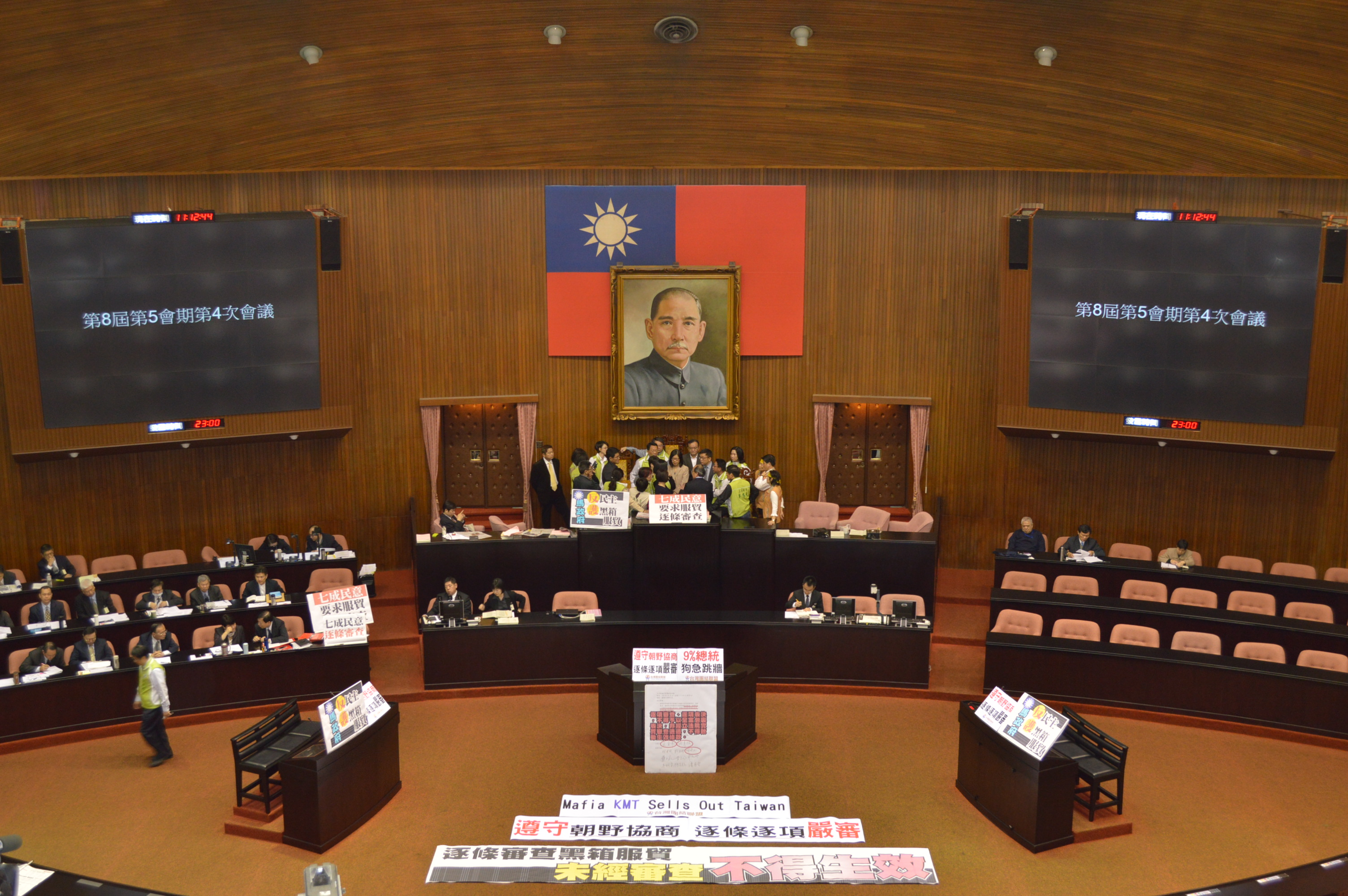
2014年3月18日太陽花學運佔領立法院前夕，反服貿立法委員佔領立法院議場主席臺，抗議國民黨强推兩岸服貿協議
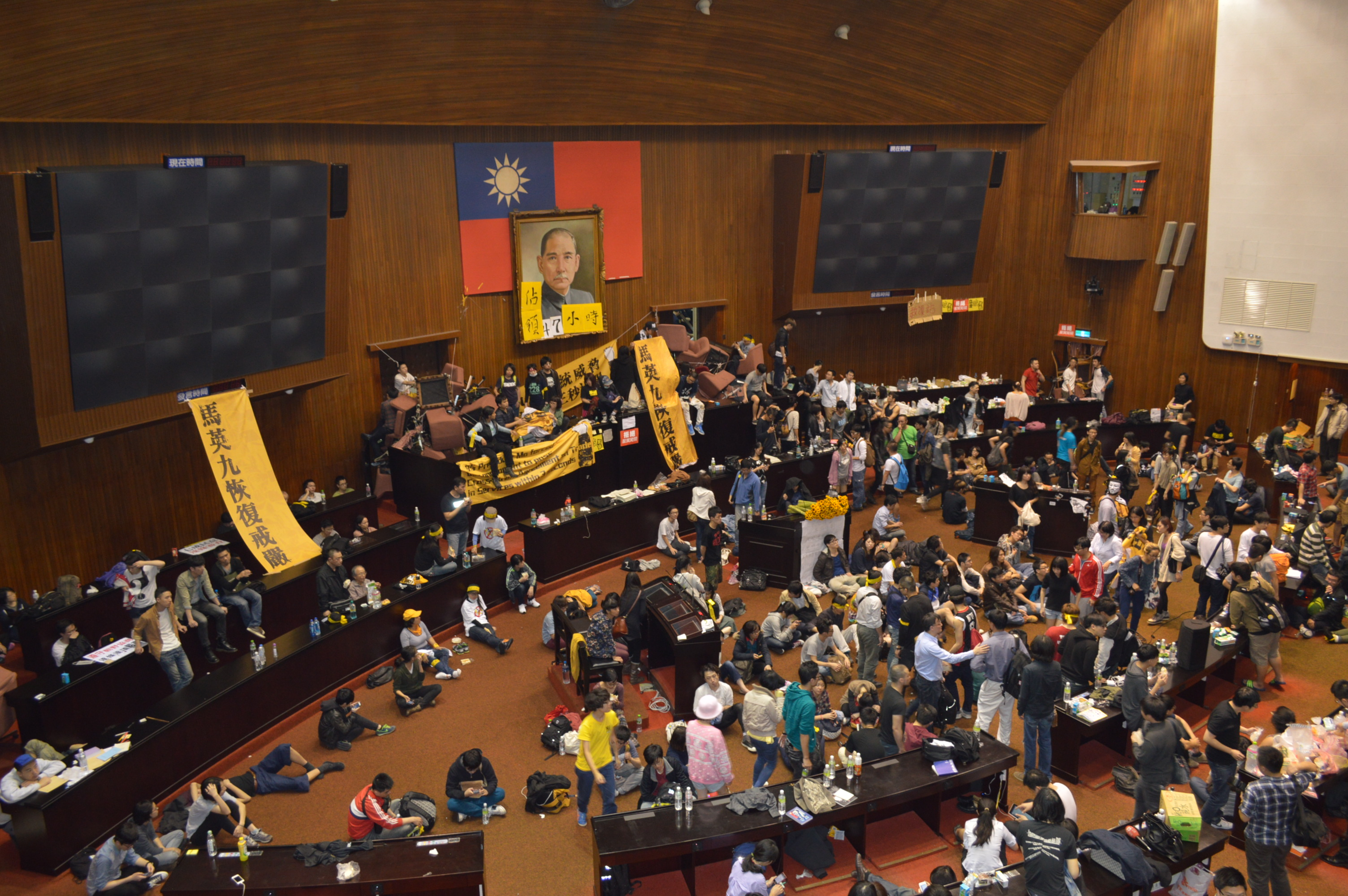
太陽花學運發生時，學生和社會運動者佔領立法院議場

## 外部連結
- 立法院 （繁體中文）（英文）
- 立法院議政博物館 （页面存档备份，存于） （繁體中文）
- 立法院立法委員影音資料查詢系統 （页面存档备份，存于） （繁體中文）
- 立法院議場——文化部文化資產局 （页面存档备份，存于）
- 公民監督國會聯盟 （页面存档备份，存于）
- YouTube上的立法院頻道 （页面存档备份，存于）